# Adrien Saddier
Adrien Saddier (15 mei 1992) is een Franse golfer.

## Amateur
Saddier woont in Esery en begon met golf toen hij vier jaar was. Toen hij acht jaar was, deed hij voor het eerste mee in een competitie op de Golf Club d'Esery. Uiteindelijk bereikte hij de 10de plaats op de wereldranglijst en was hij de beste amateur in Frankrijk in 2013.

### Gewonnen
- 2009: NK Mixed Foursomer finalist met Julia Salomon
- 2010: NK Mixed foursome met Sabine Etchevers, Italiaans Amateur
- 2012: Italiaans Amateur
- 2013: European Nations Cup (individueel)

Grand prix
- Grand prix de l'IsèreL 2009, 2010, 2011
- Grand Prix de la Haute Savoie: 2009, 2010
- Grand prix de la Drôme : 2010, 2011
- Grand Prix de Montpellier Massane: 2010
- Grand prix du Cap d'Agde: 2012
- Grand prix de Savoie: 2012

### Teams
- Championnat de France (junioren, ligue Rhône-Alpes)
- European Boys Team Championship: 2007 (in Denemarken, 3de plaats)
- European Nations Cup: 2013

## Professional
Saddier werd in juli 2013 professional en speelde op de Alps Tour en Challenge Tour. Eind 2013  kwalificeerde hij zich via een 6de plaats op de Tourschool  voor de Europese Tour van 2014.